# Live aus Berlin
Live aus Berlin je treći album njemačkog sastava Rammstein. Poslije dva studijska albuma Herzeleid i Sehnsucht, ovo je prvi live album i sastoji se od live snimaka s oba albuma i pjesmom Wilder Wein, koja je do tada bila samo na jednom single cd-u. Objavljena je i VHS/DVD snimka koncerta.
Od ovog albuma postoje dvije edicije: jedna normalna s 15 pjesama i jedna limitirana 2 CD-a verzija s 18 pjesama i tri snimka koncerta za PC.
Album je snimljen na dvije večeri (22. kolovoza i 23. kolovoza 1998.) u Berlinu ispred 40.000 gledatelja.

## Normalna edicija
1. Spiel mit mir (5:22)
2. Bestrafe mich (3:49)
3. Herzeleid (4:35)
4. Sehnsucht (4:25)
5. Asche zu Asche (3:24)
6. Wilder Wein (5:17)
7. Heirate mich (6:16)
8. Du riechst so gur (5:24)
9. Du hast (4:27)
10. Bück dich (5:57)
11. Engel (5:57)
12. Rammstein (5:29)
13. Laichzeit (5:14)
14. Wollt ihr das Bett in Flammen sehen? (5:52)
15. Seemann (6:24)

## Limitirana edicija
CD 1
1. Spiel mit mir (5:22)
2. Herzeleid (3:57)
3. Bestrafe mich (3:49)
4. Weißes Fleisch (4:35)
5. Sehnsucht (4:25)
6. Asche zu Asche (3:24)
7. Wilder Wein (5:17)
8. Klavier (4:49)
9. Heirate mich (6:16)
10. Du riechst so gur (5:24)
11. Du hast (4:27)
12. Bück dich (5:57)

CD 2
1. Engel
2. Rammstein
3. Tier (3:42)
4. Laichzeit
5. Wollt ihr das Bett in Flammen sehen?
6. Seemann

Na drugom CD-u se osim toga nalaze snimci od Tier, Asche zu Asche i Wilder Wein.